# Kommunistischer Studentenverband
Der Kommunistische Studentenverband (KSV) war von 1971 bis 1980 der Studentenverband der Kommunistischen Partei Deutschlands (KPD/AO bzw. KPD).
Die ersten Mitglieder des KSV kamen aus den Roten Zellen, die sich im Laufe des Jahres 1969 gebildet hatten und durch die Fraktionsarbeit der Studentenkommission der KPD/AO gewonnen wurden. In West-Berlin waren dies unter anderem die Rotzeg am Fachbereich Germanistik, die Rotzjur an der Juristischen Fakultät, die Rotzmat am Fachbereich Mathematik, die Rotzmed am medizinischen Fachbereich und die Rotzök am wirtschaftswissenschaftlichen Fachbereich der Freien Universität Berlin sowie die Rotzing an der Technischen Universität.
Einen Kommunistischen Studentenverband gab es bereits in der Weimarer Republik.

## Organisation
Organisatorisch wurde der KSV auf Bundesebene von der „Zentralen Leitung“ geführt, an deren Spitze ein Sekretariat stand. Regionalkomitees in den einzelnen Bundesländern leiteten die Arbeit der verschiedenen Uni-Leitungen des KSV. Die Grundorganisation des KSV war die Fachbereichszelle.
Die Mitglieder des KSV waren kommunistische Kader, die sich dem Primat der Politik untergeordnet hatten:
„Kommunistische Kader müssen gewillt sein, ihr ganzes Leben lang für den Kommunismus zu kämpfen, fest entschlossen sein, keine Opfer zu scheuen und alle Schwierigkeiten überwinden, um den Sieg zu erringen...
Jeder kommunistische Kader muß in der Lage sein, kurzfristig Maßnahmen zur Sicherheit der Parteiorganisation zu ergreifen und umsichtig durchzuführen... Dazu gehört auch, daß jeder Kader sich in den Stand versetzt, Angriffe auf seine Person und auf andere Genossen mit den geeigneten Mitteln abzuwehren.“
Die Sympathisanten des KSV wurden auf Sympathisantentreffs der jeweiligen KSV-Zelle geschult und in die politische Arbeit der KSV-Zelle einbezogen.
Führende Funktionäre des KSV waren auch Mitglieder der KPD/AO bzw. KPD.
An der FU Berlin gab es Zellen an den Fachbereichen Germanistik, Romanistik, Ökonomie, Politologie, Jura, Medizin, Mathematik, Physik, Psychologie, Erziehungswissenschaften, Biologie, Anglistik, Soziologie, Chemie, Pharmazie, Veterinärmedizin und Geschichtswissenschaften.
An der Uni München gab es Zellen bei den Zeitungswissenschaftlern, den Germanisten, Medizinern, Juristen, Chemikern und Ökonomen.
An der Ruhr-Universität Bochum hatte der KSV Zellen bei den Germanisten, den Fremdsprachlern, den Medizinern, der Mathematikern und Physikern, den Ökonomen, den Juristen und den Sozialwissenschaftern.
An der Bonner Universität war der KSV mit Zellen bei den Medizinern, den Juristen, den Ökonomen, den Psychologen, den Germanisten, den Naturwissenschaftlern und den Fremdsprachlern vertreten.

## Publikationen

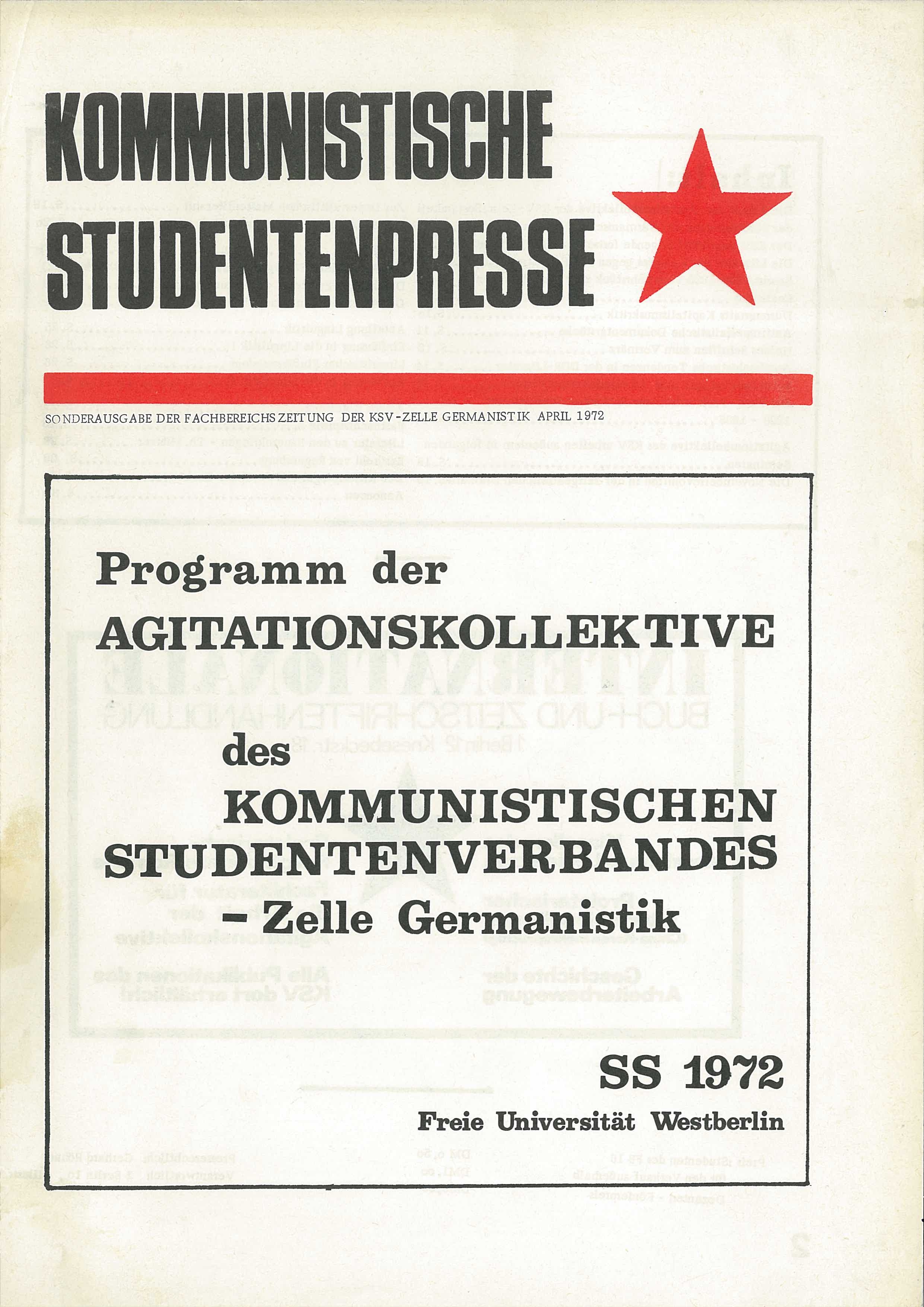
Kommunistische Studentenpresse der Zelle Germanistik der Freien Universität Westberlin vom April 1972

Der KSV gab die Zeitschrift „Dem Volke Dienen“ als sein Zentralorgan heraus, die 1978 eingestellt wurde. Ab 1973 erschien die wissenschaftliche Zeitschrift „Wissenschaft im Klassenkampf“. Sie erschien im Verlag Rote Presse Korrespondenz, Dortmund. Herausgegeben wurde die Zeitschrift von der Abteilung Agitation und Propaganda bei der Zentralen Leitung des KSV. Redaktion und Vertrieb befanden sich zunächst in Dortmund, später am Sitz der Zentralen Leitung des KSV in Köln. Auf Zellenebene erschienen unregelmäßig Fachbereichszeitschriften („Kommunistische Studentenpresse“) und Flugblätter, die kostenlos verteilt wurden.
Der KSV war zeitweise bundesweit vertreten; seinen größten Einfluss hatte er jedoch an den West-Berliner Hoch- und Fachhochschulen.
In West-Berlin war der KSV Mitte der 1970er Jahre mit Zellen an vielen Fachbereichen der Freien Universität (FU), Technischen Universität (TU), der Pädagogischen Hochschule (PH), Technischen Fachhochschule (TFH) und Fachhochschule für Wirtschaft (FHW) vertreten.
Die wichtigsten politischen Ausführungen des KSV waren die „Thesen der KPD-Aufbauorganisation zur Arbeit an den Hochschulen“ (RPK, Nr. 63), die „Thesen der Studentenkommission der KPD-Aufbauorganisation zum Aufbau des Kommunistischen Studentenverbandes“ (RPK, Nr. 88), der „Rechenschaftsbericht der ZL an die 1. Delegiertenkonferenz des KSV“ (RPK, Nr. 186/187/188 von 1972), der „Rechenschaftsbericht und Politische Resolution der 2. ordentlichen Delegiertenkonferenz“ 1974 und die „Ergebnisse der 3. Delegiertenkonferenz“ 1979 (RF v. 21. Juni 1979).

## Politische Ziele
Die Leitlinie des KSV war das revolutionäre Prinzip des „Dem Volke dienen“, was bedeutete, „die Studentenmassen dem Einfluß der Bourgeoisie zu entreißen ..., sie für die praktische Teilnahme am Kampf der Arbeiterklasse für den Sozialismus unter der Führung der KPD, für den radikalen Bruch mit der Bourgeoisie und das Überwechseln in das Lager des revolutionären Proletariats, für die Umerziehung nach dem Vorbild das revolutionären Proletariats zu gewinnen.“
Auf der Zweiten ordentlichen Delegiertenkonferenz 1974 wurden die politischen Hauptaufgaben des KSV festgelegt: „Die Hauptaufgabe das KSV besteht darin in Kader- und Massenlinie mit allen Kräften die Partei im Kampf für die proletarische Revolution zu unterstützen. Das heißt 1., daß es die Aufgabe jedes einzelnen Genossen und des gesamten Verbandes ist, die Kämpfe der Völker, die Kämpfe dar Arbeiterklasse und ihrer Partei mit den erforderlichen Kräften direkt und unmittelbar zu unterstützen. Das heißt 2., möglichst große Teil der Studenten für die Unterstützung des Kampfes der Arbeiterklasse, der Völker und der KPD zu gewinnen.“

## Aktivität
Im „antiimperialistischen Kampf“, in der Unterstützung von kommunistischen Bewegungen in Indochina, in Indonesien, im vom Schah-Regime unterdrückten Iran oder im Nahen Osten organisierte der KSV viele Studenten über seinen unmittelbaren Einfluss hinaus.
Mitglieder und Freunde des KSV unterstützten in hunderten von Vietnam-Ausschüssen des Nationalen Vietnam-Komitees aktiv den Kampf Nordvietnams. Zusammen mit der Liga gegen den Imperialismus unterstützte der KSV am 10. April 1973 die Demonstration in Bonn gegen die südvietnamesische Regierung, in deren Verlauf das Bonner Rathaus von Aktivisten der KPD zeitweise besetzt wurde.
Der KSV hatte großen Anteil an den politischen Streiks der Studenten an den Hochschulen West-Berlins in den 1970er Jahren und unterstützte bundesweit die Kampagnen gegen die Berufsverbote im Öffentlichen Dienst, von denen viele Mitglieder und Sympathisanten der KPD/AO und des KSV betroffen waren.
Die Anti-AKW-Bewegung wurde vom KSV breit unterstützt, Mitglieder und Sympathisanten des KSV nahmen an den großen, zum Teil verbotenen Demonstrationen in Wyhl, Brokdorf, Kalkar und am 14. Oktober 1979 Bonn mit 140.000 Atomkraftgegnern teil.
Anfang 1980 löste sich der KSV auf dem III. Parteitag der KPD auf.

## Bekannte Mitglieder
- Matthias Dose, Arzt für Psychiatrie, Psychotherapie; Zentrale Leitung des KSV; presserechtlich verantwortlich für „Dem Volke Dienen“ und andere Publikationen des KSV[6]
- Alan Posener, Journalist
- Karl Schlögel, Historiker
- Rudolf Schröck, Journalist, Autor
- Gerhard Strate[7]

## Nahestehende Organisationen
- Kommunistische Partei Deutschlands (Aufbauorganisation)
- Kommunistischer Jugendverband Deutschlands (KJVD)
- Kommunistischer Oberschülerverband (KOV)
- Liga gegen den Imperialismus
- Nationales Vietnam-Komitee
- Afrika-Komitee
- Rote Hilfe e. V.
- Vereinigung Sozialistischer Kulturschaffender (VSK)

### Abkürzungen
- DVD – Dem Volke Dienen, Zentralorgan des Kommunistischen Studentenverbandes
- KJV – Kommunistischer Jugendverband; 1975 umbenannt in KJVD
- KJVD – Kommunistischer Jugendverband Deutschlands
- KOV – Kommunistischer Oberschülerverband
- KPD(M) – Kommunistische Partei Deutschlands (Maoisten)
- KPD/AO – KPD-Aufbauorganisation, früherer Name der KPD(M)
- KSV – Kommunistischer Studentenverband
- RF – Rote Fahne, Zentralorgan der KPD(M) bzw. KPD/AO
- RPK – Rote Presse-Korrespondenz
- TuP – Theorie und Praxis des Marxismus-Leninismus, theoretisches Organ der KPD(M)
- WIK – Wissenschaft im Klassenkampf, wissenschaftliche Zeitschrift des Kommunistischen Studentenverbandes